# سايمور كروفورد
سايمور كروفورد (بالإنجليزية: Seymour Crawford)‏ هو فلاح وسياسي أيرلندي، ولد في 1 يونيو 1944 في جمهورية أيرلندا، وتوفي في 21 أكتوبر 2018 في جمهورية أيرلندا. حزبياً، نشط في فاين جايل.

## مناصب
- في الانتخابات العمومية الإيرلندية 1992 [الإنجليزية]‏، انتخب نائب دييل عن دائرة كافان موناغان [الإنجليزية]‏ وقد انضم خلال فترته النيابية ‏ (14 ديسمبر 1992 – 15 مايو 1997) للكتلة البرلمانية فاين جايل.
- في الانتخابات العمومية الإيرلندية 1997 [الإنجليزية]‏، انتخب نائب دييل عن دائرة كافان موناغان [الإنجليزية]‏ وقد انضم خلال فترته النيابية ‏ (26 يونيو 1997 – 25 أبريل 2002) للكتلة البرلمانية فاين جايل.
- في الانتخابات العمومية الإيرلندية 2002 [الإنجليزية]‏، انتخب نائب دييل عن دائرة كافان موناغان [الإنجليزية]‏ وقد انضم خلال فترته النيابية ‏ (6 يونيو 2002 – 26 أبريل 2007) للكتلة البرلمانية فاين جايل.
- في الانتخابات العمومية الأيرلندية 2007 [الإنجليزية]‏، انتخب نائب دييل عن دائرة كافان موناغان [الإنجليزية]‏ وقد انضم خلال فترته النيابية ‏ (14 يونيو 2007 – 1 فبراير 2011) للكتلة البرلمانية فاين جايل.